# Vuelta a España 1946
La  Vuelta a España 1946  è stata la sesta edizione della corsa spagnola, svoltasi in 23 tappe dal 7 maggio al 30 maggio su un percorso di 3.797 km.
È stata vinta dallo spagnolo Dalmacio Langarica, sul podio dietro Langarica sono giunti il connazionale Julián Berrendero e l'olandese Jan Lambrichs. Dei 48 ciclisti che presero il via solo 29 giunsero sul traguardo di Madrid.

## Classifiche Finali
Per l'edizione 1946 si è deciso di cambiare nuovamente la maglia del leader, dalla maglia rossa del 1945 a una maglia bianca con striscia rossa che verrà poi mantenuta fino al 1950.
Per la classifica scalatori è stata mantenuta la maglia verde; non si è assegnata invece la classifica a punti.

### Classifica Generale
| Pos. | Corridore             | Squadra                    | Tempo      |
| ---- | --------------------- | -------------------------- | ---------- |
| 1    | Dalmacio Langarica    | Galindo                    | 137h10'38" |
| 2    | Julián Berrendero     | Galindo                    | a 17'32"   |
| 3    | Jan Lambrichs         | Bloc Centauro              | a 23'54"   |
| 4    | Manuel Costa          | IND                        | a 24'19"   |
| 5    | Delio Rodríguez       | Galindo                    | a 45'04"   |
| 6    | Alejandro Fombellida  | Galindo                    | a 46'09"   |
| 7    | Antonio Andrés Sancho | Galindo                    | a 1h00'10" |
| 8    | Emilio Rodríguez      | IND                        | a 1h03'45" |
| 9    | José Gutiérrez        | IND                        | a 1h18'48" |
| 10   | João Rebelo           | Sporting clube de Portugal | a 1h53'37" |

### Classifica Scalatori
| Pos. | Corridore          | Squadra | Punti |
| ---- | ------------------ | ------- | ----- |
| 1    | Emilio Rodríguez   | IND     | 39    |
| 2    | Dalmacio Langarica | Galindo | 35    |
| 3    | Julián Berrendero  | Galindo | 14    |